# Hoogeloon

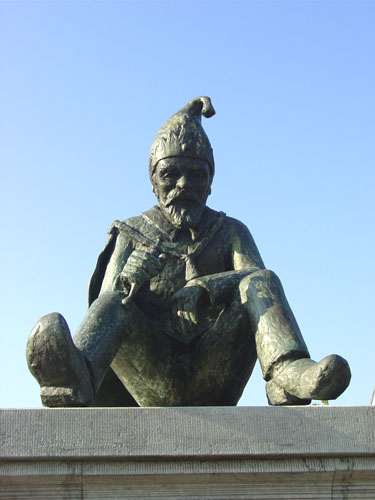
Le Roi Kyrié, roi des kabouters, trône sur la place centrale de Hoogeloon

Hoogeloon est un village néerlandais de la commune de Bladel, dans la province du Brabant-Septentrional. Hoogeloon est situé 4 km au nord de Hapert et à une quinzaine de kilomètres à l'ouest d'Eindhoven.
Ancien chef-lieu de la commune de Hoogeloon, Hapert en Casteren, Hoogeloon est rattaché à Bladel depuis le 1er janvier 1997.
Près du bourg de Hoogeloon se trouvent plusieurs tumulus datant de l'âge du bronze, dont l'un des plus grands du Benelux. À l'est du bourg on a trouvé des restes d'une villa romaine.